# Adéodat Ier
Pour les articles homonymes, voir Adéodat.
Adéodat Ier ou Deusdit Ier ou Dieudonné Ier (en latin, Deusdedit) (vers 550 – 8 novembre 618), est un prêtre et moine bénédictin italien, 68e pape de l'Église catholique et patriarche de Rome du 19 octobre 615 jusqu'à sa mort. Il est le premier prêtre élu pape depuis Jean II en 533. On lui attribue la première utilisation de sceaux de plomb ou bulles sur les documents papaux. 
Il est honoré en tant que saint Deusdit et fêté le 8 novembre,.

## Nom de règne
Les seules sources contemporaines mentionnent son nom latin "Deusdedit", ce qui signifie exactement « Dieu a donné » (on ne sait d'ailleurs pas si c'était son nom de naissance aussi). De 672 à 675 a régné un autre pape dont le nom latin Adeodatus signifie sensiblement la même chose. On a pris l’habitude depuis de considérer ces deux noms comme des variantes du même, et d’appeler ces deux papes dans les listes en latin Adeodatus primus et Adeodatus secundus. Ces noms sont le plus souvent francisés en Adéodat Ier et Adéodat II, mais dans certaines listes, le premier est parfois appelé « Dieudonné » et le second « Adéodat ». On trouve aussi parfois les formes « Dieudonné Ier » et « Dieudonné II ». C'est donc la confusion entre deux noms différents mais de même sens qui ont conduit ces deux papes à être nommés par de nombreux noms différents.

## Biographie
Le peu que nous savons de sa vie est issu du Liber Pontificalis et d'une épitaphe tardive gravée dans la basilique Saint-Pierre sous le pontificat d'Honorius Ier.
Adeodatus naît à Rome, fils d'un sous-diacre nommé Stefano. Il sert comme prêtre pendant 40 ans avant son élection, alors qu'il est déjà âgé, le 19 octobre 615, et pour laquelle il doit encore attendre cinq mois l'approbation impériale. Il est le premier prêtre à être élu pape depuis Jean II en 533. Selon la tradition, non étayée par des preuves certaines, il serait devenu moine bénédictin avant de devenir pape.
Adéodat est choisi par le parti qui s'oppose à la politique pro-monastique du pape Grégoire Ier (590–604) et du pape Boniface IV (608–615). Le Liber Pontificalis rapporte avec une grande satisfaction qu' « … il aimait beaucoup le clergé… » et qu' « … il préférait promouvoir des prêtres plutôt que des moines aux charges ecclésiastiques ». Il est le représentant de la deuxième vague d'opposition aux réformes papales de Grégoire Ier, la première ayant eu lieu sous le pontificat de Sabinien. Il inverse la pratique de son prédécesseur Boniface IV consistant à remplir les charges administratives de moines, en rappelant le clergé à ces postes et en ordonnant quelque 14 prêtres, les premières ordinations à Rome depuis le pontificat de Grégoire,. 

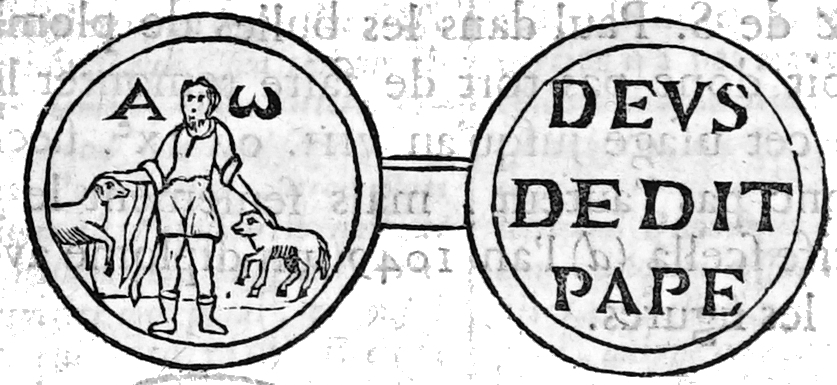
Sceau pontifical d'Adéodat Ier.

Selon la tradition, Adéodat est le premier pape à utiliser des sceaux de plomb (bulles) sur les documents papaux, qui sont ensuite appelés « bulles pontificales »,. On conserve encore une bulle datant de son règne, dont l'avers représente le Bon Pasteur au milieu de ses brebis, avec en dessous les lettres grecques Alpha et Oméga, tandis que le revers porte l'inscription « Deusdedit Papæ »,.  
Adéodat Ier ne prend pas une part active dans les affaires temporelles. En matière religieuse, il impose un office au clergé romain, envers lequel il manifeste une prédilection évidente, à réciter le soir, semblable à celui du matin. 
Pendant son pontificat d'un peu plus de trois ans, une révolte importante des troupes byzantines en Italie, mécontentes du manque de paiements, survient, à la suite de quoi l'exarque Jean de Compsa et d'autres fonctionnaires du gouvernement de Ravenne sont massacrés. Adéodat reste fidèle à l'empereur byzantin Héraclius (610–641) tout au long du soulèvement et salue chaleureusement le nouvel exarque, Éleuthère, lors de sa visite à Rome avant de se rendre à Ravenne pour réprimer la révolte. Rapidement, Éleuthère embrasse également la rébellion contre le gouvernement byzantin ; pendant la marche vers Rome, il est tué par ses propres troupes. 
Par l'intermédiaire de saint Céran de Paris, la régente du royaume lombard, Théodelinde de Bavière, entretient des rapports avec lui.
L'épitaphe d'Adéodat, composée par le pape Honorius Ier, le décrit comme simple, pieux, sage et astucieux. 
En août 618, un tremblement de terre frappe Rome, suivi d'une épidémie de gale. Adéodat meurt le 8 novembre 618. Sur son lit de mort, il laisse une allocation à son clergé, l'équivalent d'un an de salaire pour chacun, en guise de cadeau pour assister à ses funérailles, premier pape à laisser une indemnité à son clergé dans son testament. Il est finalement remplacé par Boniface V. Il est enterré dans la basilique Saint-Pierre, mais, au XVIIe siècle, à la demande du pape Innocent XII, son tombeau est transféré à l'église de San Bartolomeo à Valnogaredo, un hameau de la commune de Cinto Euganeo.

## Culte
Inscrit au Martyrologe romain, Adéodat est fêté le 8 novembre,. Il est également un saint de l'Église orthodoxe en tant que l'un des « papes orthodoxes de Rome » avant la séparation des Églises d'Orient et d'Occident en 1054.